# Горы Козлова
Горы Козлова (Нунатаки Козлова)  — группа нунатаков на Земле Эндерби в Восточной Антарктиде. Они берут начало в горах Тула в 13 км к северу от горы Парвиайнен.
Геологи советской антарктической экспедиции, проводившейся в 1961–1962 годах, посетили их, и дали им название. Название происходит от имени советского полярного лётчика Матвея Ильича Козлова (1902–1981).